# サムスン生命保険
サムスン生命保険株式会社（サムスンせいめいほけん、朝: 삼성생명보험 주식회사、英: Samsung Life Insurance Co., Ltd.）は、韓国ソウル市瑞草区に本社を置く生命保険会社。韓国における最大手の生命保険会社であり、サムスングループに属する。

## 概要
サムスン生命保険の主な商品には、生命保険や医療保険、年金保険がある。同社は1957年の創業から2010年5月に上場するまで、民間企業（非公開企業）であった。IPOは韓国史上最大となり、時価総額にすると国内で最も価値のある企業の1つとなった。フォーチュン・グローバル500にも選出されている。

## 歴史
1957年4月24日、東邦生命保険（朝: 동방생명보험、英: Dongbang Life Insurance）として設立。当時の韓国において2番目に大きな保険会社へと成長する。しかし、1963年に東方が財政困難に陥り、韓国政府によってサムスングループへの売却が主導され、グループの傘下企業となった。その後も急速に成長を続け、1989年には韓国最大の保険会社となり、同年、サムスンブランドへと変更された。2010年5月12日、サムスン生命保険として株式市場に上場。

## 日本法人 三星生命保険株式会社
本社所在地は東京都港区六本木 3-1-1 六本木ティーキューブ19階にある。1986年に設立された。

## 爆発物騒動
2017年4月14日、「北朝鮮の工作員がサムスン生命本社に爆発物を仕掛けた」という情報をFacebook上で受け取ったとの通報が釜山地方警察庁に寄せられた。建物にいた3000人の職員など市民が避難した上で、特攻隊や韓国軍の爆発物処理班など135人がおよそ2時間に渡り捜索を行うも、爆発物は発見されなかった。